# يفغيني سميرنوف
يفغيني سميرنوف (بالروسية: Смирнов, Евгений Александрович)‏ (4 يناير 1986 فولوغدا روسيا - ) هو لاعب كرة قدم روسي، يلعب كمدافع.

## مسيرته

### مسيرته مع الأندية
- 2005 - 2006 لعب مع FC SKVICh Minsk [الإنجليزية]‏ 11 مباراة.
- 2006 - 2006 لعب مع FC Tekstilshchik Ivanovo [الإنجليزية]‏ 11 مباراة.
- 2007 - 2007 لعب مع FC Khimik-Arsenal [الإنجليزية]‏ 4 مباريات.
- 2007 - 2007 لعب مع FC Spartak-UGP Anapa [الإنجليزية]‏ 6 مباريات.
- 2008 - 2008 لعب مع FC Darida Minsk Raion [الإنجليزية]‏ 24 مباراة.
- 2009 - 2010 لعب مع FC Tekstilshchik Ivanovo [الإنجليزية]‏ 37 مباراة.
- 2011 - 2012 لعب مع FC Iskra-Stal [الإنجليزية]‏ 13 مباراة.

## روابط خارجية
- يفغيني سميرنوف على موقع الاتحاد اللاتفي لألعاب القوى (اللاتفية)
- يفغيني سميرنوف على موقع Soccerway.com (الإنجليزية)